# Hokejaška liga Čehoslovačke
Hokejaška Liga Čehoslovačke je bila glavna liga hokeja u Čehoslovačkoj od 1930. do 1993. godine, kad se zemlja raspala.

## Champions
- 1931  LTC Prague
- 1932  LTC Prague
- 1933  LTC Prague
- 1934  LTC Prague
- 1935  LTC Prague
- 1936  LTC Prague
- 1937  LTC Prague
- 1938  LTC Prague
- 1939  LTC Prague
- 1940  LTC Prague
- 1941  I. ČLTK Prague
- 1942  LTC Prague
- 1943  LTC Prague
- 1944  LTC Prague
- 1945  LTC Prague
- 1946  LTC Prague
- 1947  LTC Prague
- 1948  LTC Prague
- 1949  LTC Prague
- 1950  HC ATK Praha
- 1951  HC České Budějovic
- 1952  HC Vitkovice
- 1953  HC Sparta Praha
- 1954  Spartak Sokolovo Prague
- 1955  HC Kometa Brno
- 1956  Rudá hvězda Brno
- 1957  Rudá hvězda Brno
- 1958  Rudá hvězda Brno
- 1959  HC Kladno
- 1960  Rudá hvězda Brno
- 1961  Rudá hvězda Brno
- 1962  ZKL Brno

- 1963  ZKL Brno
- 1964  ZKL Brno
- 1965  ZKL Brno
- 1966  ZKL Brno
- 1967  Dukla Jihlava
- 1968  Dukla Jihlava
- 1969  Dukla Jihlava
- 1970  Dukla Jihlava
- 1971  Dukla Jihlava
- 1972  Dukla Jihlava
- 1973  Tesla Pardubice
- 1974  Dukla Jihlava
- 1975  Sokol Kladno
- 1976  Sokol Kladno
- 1977  Poldi SONP Kladno
- 1978  Poldi SONP Kladno
- 1979  Slovan Bratislava
- 1980  Poldi SONP Kladno
- 1981  TJ Vítkovice
- 1982  Dukla Jihlava
- 1983  Dukla Jihlava
- 1984  Dukla Jihlava
- 1985  Dukla Jihlava
- 1986  TJ VSŽ Košice
- 1987  Tesla Pardubice
- 1988  TJ VSŽ Košice
- 1989  Tesla Pardubice
- 1990  HC Sparta Prague
- 1991  HC Dukla Jihlava
- 1992  Dukla Trenčín
- 1993  HC Sparta Prague